# Espejismo

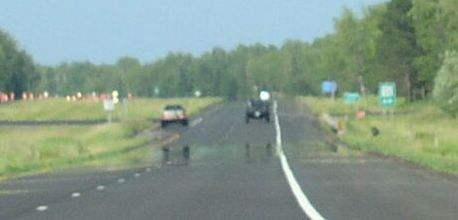
Espejismo inferior en una carretera. Los objetos lejanos aparecen reflejados en una superficie lisa como si se estuviera contemplando una superficie líquida que, en realidad, no existe.

Un espejismo es una ilusión óptica que ocurre naturalmente en la que los rayos de luz se desvían a través de la refracción para producir una imagen desplazada de objetos distantes o del cielo. Los espejismos se pueden clasificar como "inferior", "superior" y "Fata Morgana", un tipo de espejismo superior que consiste en una serie de imágenes apiladas verticalmente inusualmente elaboradas, que forman un espejismo que cambia rápidamente.
A diferencia de una alucinación, un espejismo es un fenómeno óptico real que se puede capturar con una cámara, ya que los rayos de luz se refractan para formar la imagen falsa en la ubicación del observador. Sin embargo, lo que la imagen parece representar está determinado por las facultades interpretativas de la mente humana. Por ejemplo, las espejismos inferiores se confunden muy fácilmente con los reflejos de una pequeña masa de agua.

## Historia

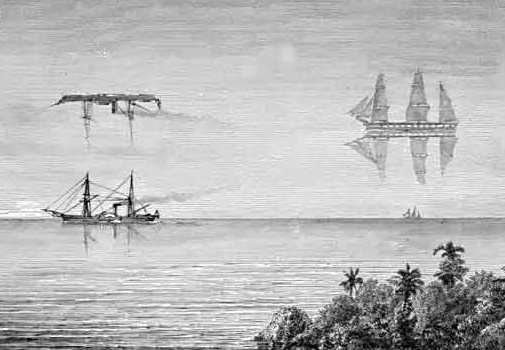
Ilustración de un libro del, que muestra espejismos superiores ampliados; los espejismos nunca pueden estar tan por encima del horizonte, y un espejismo superior nunca puede aumentar la longitud de un objeto como se muestra a la derecha.

Las primeras observaciones de los espejismos parecen remontarse al año 350 a. C., cuando Aristóteles menciona en la Meteorológica que ocurre que los promontorios parecen anormalmente grandes en determinadas circunstancias meteorológicas y que el viento del sureste hace que las estrellas aumenten de tamaño cuando se ponen o salen.
"Esto es también lo que hace que las cimas de los promontorios parezcan más altas en el mar, y que las dimensiones de todos los objetos aumenten cuando sopla el viento del sureste. Esto es también lo que ocurre con los objetos que aparecen a través de la niebla; por ejemplo, el sol y las estrellas, cuando salen o se ponen, parecen más grandes que cuando están en el centro del cielo." - Aristóteles, Meteorologica traducida por J. Barthélemy Saint-Hilaire, A. Durand Libraire éditeur, 1863
Este pasaje forma parte de un capítulo que trata de la refracción de la luz y de la explicación del fenómeno del arco iris. Es muy probable que la deformación sufrida por las estrellas y el agrandamiento de los "promontorios" se deban a la refracción de la luz por el aire caliente transportado por el siroco, viento del sureste que se menciona.
También se mencionan personas que desaparecen de la vista a causa del aire "densificado por el calor " o del sol, distorsionado y rodeado de "llamas" 6,7, o de formas indistintas, inmóviles o en movimiento, comparadas con extrañas criaturas (Diodoro de Sicilia en Bibliothèque historique Tome 2).
En la Historia Natural de Plinio el Viejo se enumeran multitud de fenómenos físicos y astronómicos en el Libro II, entre los que se menciona la existencia de múltiples Soles visibles por la mañana y por la tarde (capítulo XXXII), y más adelante8 :
"Durante el tercer consulado de Mario, los habitantes de Ameria y Tudertum vieron cómo los ejércitos celestiales venían a chocar desde el este y el oeste, y los del lado occidental fueron derrotados. Varias veces se vio el propio cielo en llamas; esto no es sorprendente: son las nubes las que se encienden en una gran zona." - Plinio el Viejo, Histoire naturelle traducida por Émile Littré, Firmin Didot et Cie, 1877
Este tipo de aparición de ejércitos en el aire, que chocan y luego se retiran, es de hecho un hecho recurrente en los relatos antiguos. Flavio Josefo menciona ejércitos que aparecen en el aire en su Guerra de los Judíos, lo mismo se describe en el libro II, capítulo VII de los Macabeos, apariciones de ejércitos espectrales convocados por los hunos durante el reinado de Cariberto I, etc. Estos ejércitos que chocan violentamente podrían muy bien ser fata morgana, espejismos temblorosos y relucientes que aparecen en el horizonte.
A lo largo de la historia se mencionan episódicamente los espejismos. En 1799, Gaspard Monge dedicó parte de su relato de la campaña egipcia a hablar de los espejismos que había observado en el desierto. Describe el fenómeno del espejismo de forma cualitativa y bastante precisa, es decir, ya no como Aristóteles -refracción en el aire densificado por el vapor de agua- sino como un fenómeno de refracción en el aire densificado por la temperatura, con una reflexión total que hace que los rayos sigan una curva.

## Mecanismo

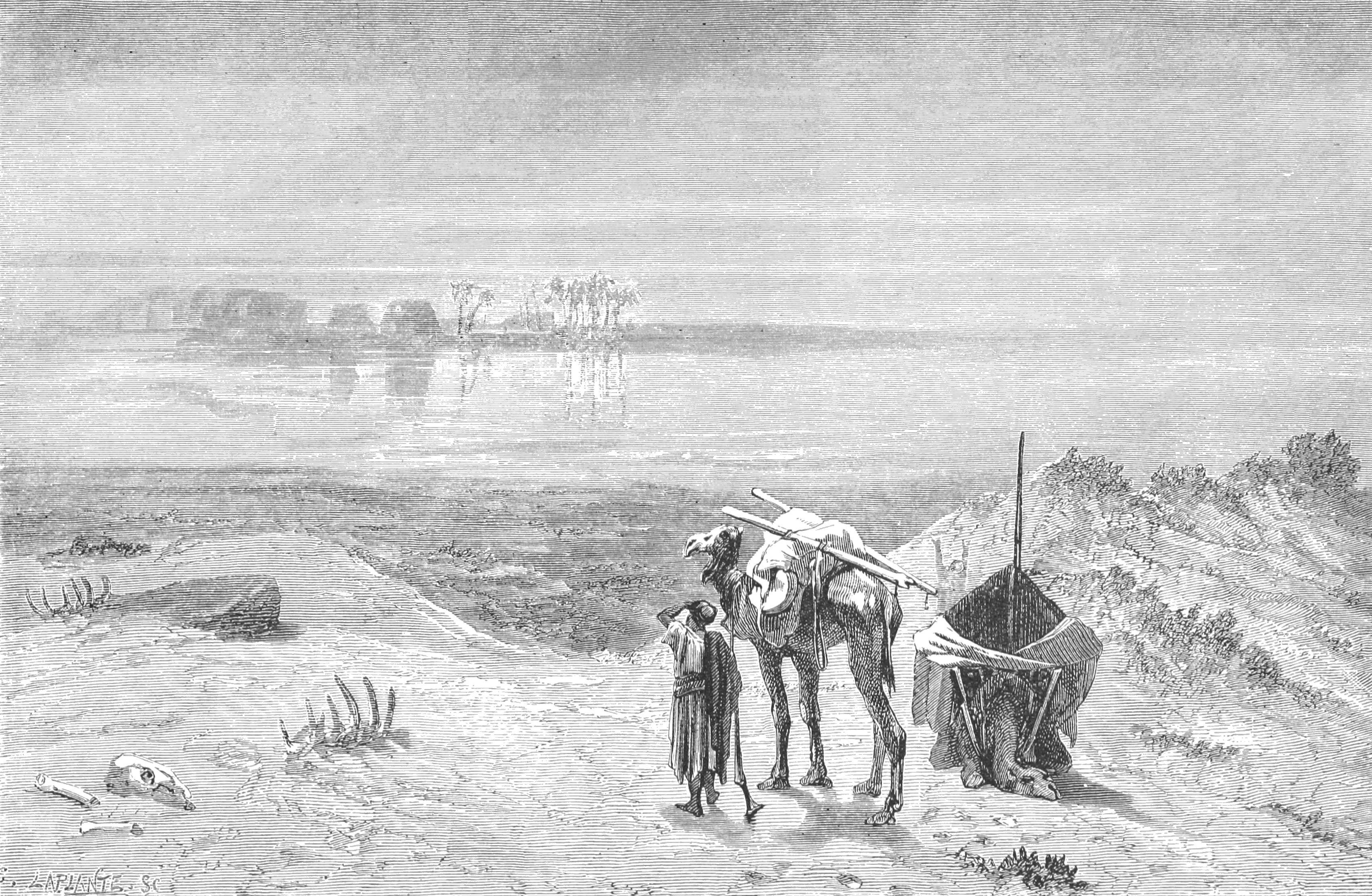
Espejismo del desierto, 1874.

En las regiones cálidas, el aire en contacto con el suelo tórrido se calienta. La variación de temperatura supone una variación de densidad (el aire más caliente es menos denso), y esto, a su vez, hace que cambie el índice de refracción. Al proceder el calor de abajo, contrario a lo habitual, el aire más frío se mantiene encima del más caliente. Esto crea una densidad desigual en el aire que le otorga varios índices de refracción. Por lo tanto, un rayo de luz reflejado por un objeto lejano que va hacia abajo, y en la dirección del observador, va experimentando refracciones sucesivas al atravesar las distintas capas de aire; su inclinación hacia el suelo es cada vez menor y, tras llegar a la horizontal, el rayo sufre nuevas refracciones, aunque esta vez hacia arriba. Así es como, tras haber descrito una trayectoria curva de convexidad dirigida hacia abajo, llega al ojo del observador, que ve en el suelo (espejismo inferior) una imagen poco neta del objeto. Ahora bien, como otros rayos de procedencia real llegan también directamente al ojo del observador, este tiene la impresión de ver a la vez el objeto (por ejemplo, una palmera en un desierto) y, al pie del mismo, una segunda imagen invertida, como si esta palmera se reflejara en una superficie líquida inexistente. Por tanto, en las horas más calurosas del verano, la imagen del cielo parece venir del asfalto de la carretera caliente, a la vez que esta parece mojada o encharcada para el observador.
Es excepcional que la trayectoria de los rayos luminosos sea convexa hacia arriba (espejismo superior); de producirse, un barco, una montaña, etc., parecen flotar en la atmósfera.

## Espejismo inferior

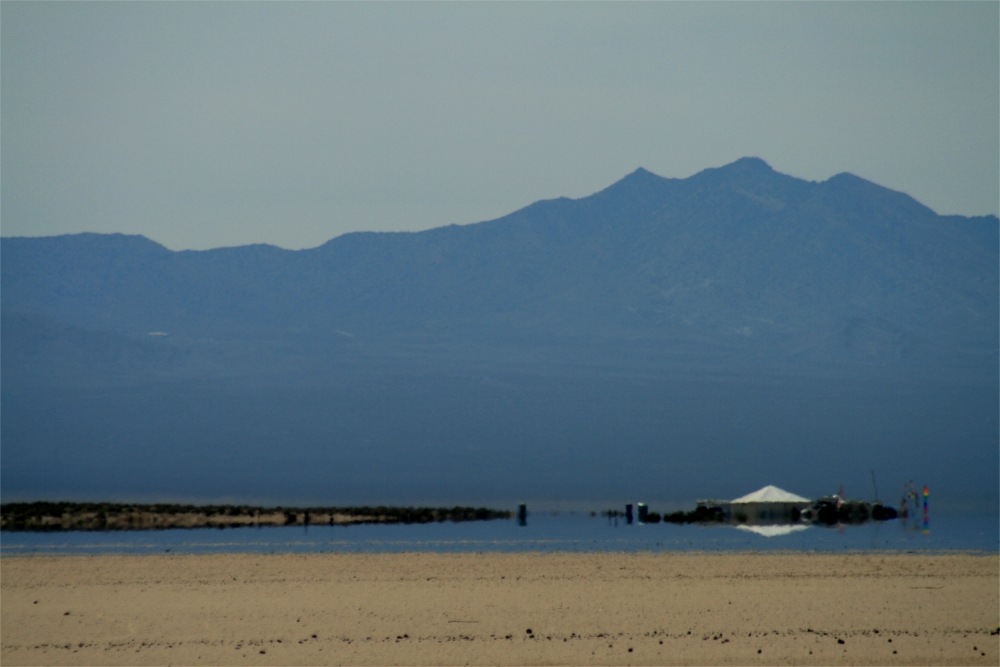
Un espejismo inferior visto en el desierto de Mojave en primavera en Nevada

Mecanismo de un espejismo inferior. La densidad desigual del aire, a causa de ciertas temperaturas, produce una refracción de la luz del cielo. Ello, a su vez, provoca que el observador interprete su procedencia desde el suelo. Esto da como resultado una ilusión en la que aparece un charco de agua que refleja la luz del cielo.

En un espejismo inferior, la imagen del espejismo aparece debajo del objeto real. El objeto real en un espejismo inferior es la (azul) cielo o cualquier objeto distante (por lo tanto azulado) en esa misma dirección. El espejismo hace que el observador vea una mancha brillante y azulada en el suelo.
Los rayos de luz que provienen de un objeto distante en particular viajan a través de casi las mismas capas de aire y todos se refractan aproximadamente en el mismo ángulo. Por lo tanto, los rayos que provienen de la parte superior del objeto llegarán más bajos que los de la parte inferior. La imagen suele estar al revés, lo que aumenta la ilusión de que la imagen del cielo vista a lo lejos es un reflejo especular sobre un charco de agua o aceite que actúa como un espejo.
Las imágenes inferiores no son estables. Dado que el aire más cálido se eleva mientras que el aire más frío (que es más denso ) se hunde, las capas se mezclarán y provocarán turbulencias. La imagen se distorsionará en consecuencia; puede vibrar o extenderse verticalmente (altísimo) u horizontalmente (encorvado). También es posible una combinación de vibración y extensión. Si están presentes varias capas de temperatura, pueden mezclarse varios espejismos, causando quizás imágenes dobles. En cualquier caso, los espejismos no suelen tener más de medio grado de altura (aproximadamente el diámetro angular del Sol y la Luna) y proceden de objetos que se encuentran entre decenas de metros y unos pocos kilómetros de distancia.

### Aire caliente
El espejismo de aire caliente, también llamada brillo de calor, se refiere al espejismo inferior observado cuando se ven objetos a través de una masa de aire caliente. Los casos comunes en los que se produce este tipo de espejismo incluyen imágenes de objetos vistos a través de carreteras de asfalto y sobre techos de mampostería en días calurosos, encima y detrás del fuego (como velas encendidas, calentadores de patio y fogatas) y a través de los gases de escape de los motores a reacción. Cuando aparece en las carreteras debido al asfalto caliente, a menudo se lo conoce como un "espejismo de la carretera". También ocurre en los desiertos; en ese caso, se lo conoce como un "espejismo del desierto". Tanto el asfalto como la arena pueden calentarse mucho cuando se exponen al sol, alcanzando fácilmente más de 10 °C por encima de la temperatura del aire a un metro arriba, suficiente para que las condiciones sean adecuadas para causar el espejismo.
La convección hace que la temperatura del aire varíe, y la variación entre el aire caliente en la superficie de la carretera y el aire frío más denso que se encuentra encima provoca un gradiente en el índice de refracción del aire. Esto produce un efecto de brillo borroso, que dificulta la capacidad de resolver la imagen y aumenta cuando la imagen se amplía a través de un telescopio o teleobjetivo.
La luz del cielo en un ángulo poco profundo con respecto a la carretera es refractada por el gradiente de índice, lo que hace que parezca que el cielo se refleja en la superficie de la carretera. La mente interpreta esto como un charco de líquido (generalmente agua, pero posiblemente otros, como aceite) en el camino, ya que algunos tipos de líquido también reflejan el cielo. La ilusión se desvanece cuando el observador se acerca al objeto espejizado.

## Espejismo superior

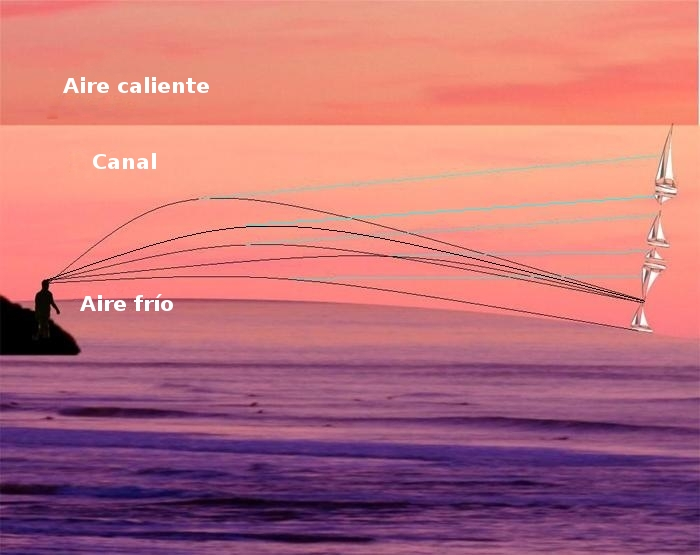
Mecanismo de un espejismo superior (Fata Morgana). El objeto —en este caso un velero— parece flotar en el aire.

Un espejismo superior es aquel en el que la imagen del espejismo parece estar ubicada sobre el objeto real. Un espejismo superior ocurre cuando el aire por debajo de la línea de visión es más frío que el aire por encima de ella. Esta disposición inusual se llama inversión de temperatura, ya que el aire caliente sobre el aire frío es lo opuesto al gradiente de temperatura normal de la atmósfera durante el día. Al pasar por la inversión de temperatura, los rayos de luz se inclinan hacia abajo, por lo que la imagen aparece sobre el objeto verdadero, de ahí el nombre superior. Los espejismos superiores tienden a ser más estables que los espejismos inferiores, ya que el aire frío no tiene tendencia a subir y el aire caliente no tiene tendencia a bajar.
Los espejismos superiores son bastante comunes en las regiones polares, especialmente sobre grandes capas de hielo que tienen una temperatura baja uniforme. Los espejismos superiores también ocurren en latitudes más moderadas, aunque en esos casos son más débiles y tienden a ser menos suaves y estables. Por ejemplo, una costa distante puede parecer una torre y verse más alta (y, por lo tanto, quizás más cerca) de lo que realmente es. Debido a la turbulencia, parece haber picos y torres danzantes. Este tipo de espejismo también se llama Fata Morgana o hafgerðingar en el idioma islandés.
Un espejismo superior puede estar del lado derecho hacia arriba o al revés, según la distancia del objeto verdadero y el gradiente de temperatura. A menudo, la imagen aparece como una mezcla distorsionada de partes hacia arriba y hacia abajo.

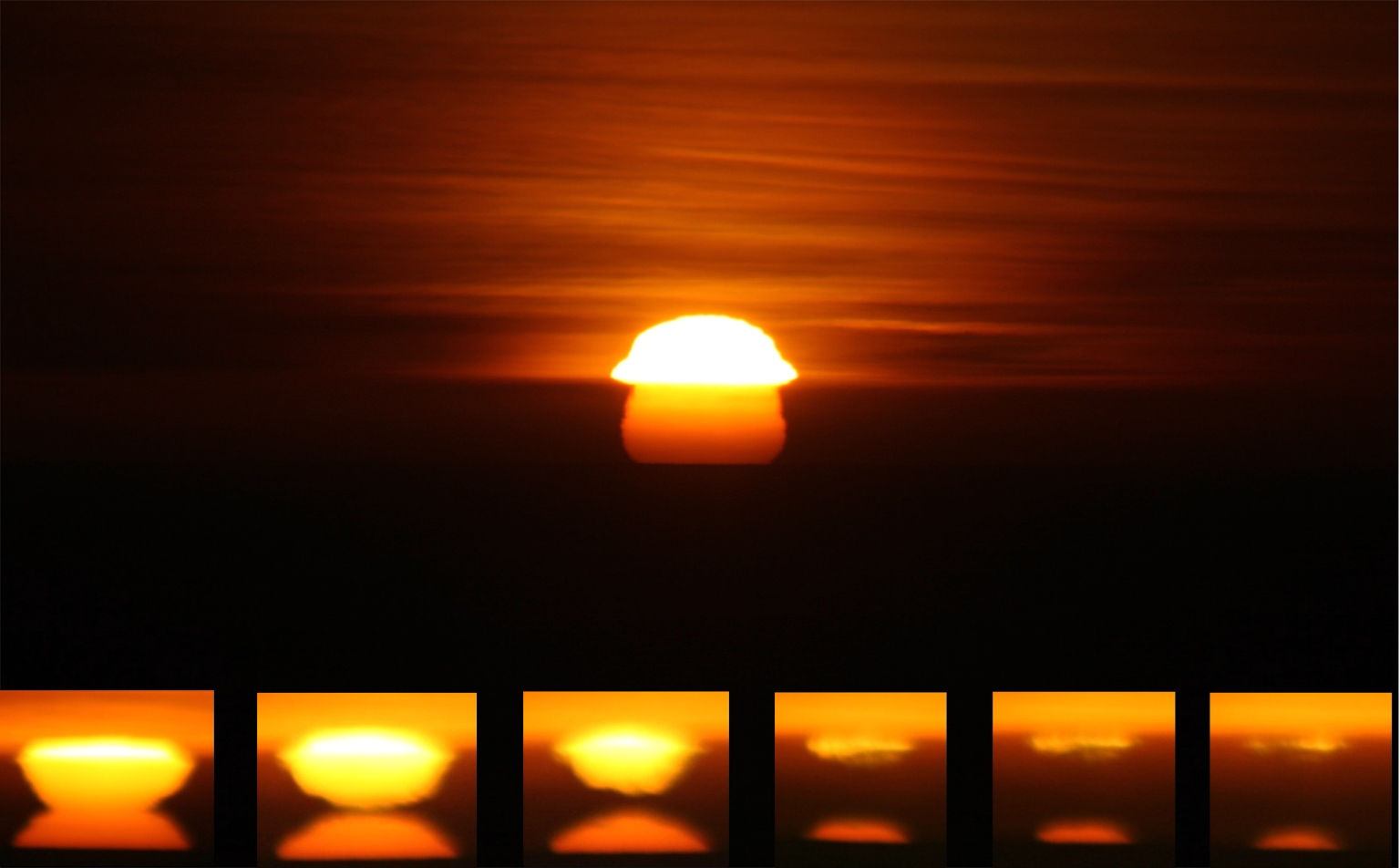
Efectos de un espejismo superior en el ocaso.

Dado que la Tierra es redonda, si la curvatura hacia abajo de los rayos de luz es aproximadamente la misma que la curvatura de la Tierra , los rayos de luz pueden viajar grandes distancias, incluso desde más allá del horizonte. Esto se observó y documentó en 1596, cuando un barco que buscaba el pasaje noreste se atascó en el hielo en Novaya Zemlya, sobre el círculo polar ártico. El Sol pareció salir dos semanas antes de lo esperado; el Sol real todavía estaba por debajo del horizonte, pero sus rayos de luz seguían la curvatura de la Tierra. Este efecto a menudo se llama un espejismo de Novaya Zemlya. Por cada 111,12 kilómetros que los rayos de luz viajan paralelos a la superficie de la Tierra, el Sol aparecerá 1° más alto en el horizonte. La capa de inversión debe tener el gradiente de temperatura adecuado en toda la distancia para que esto sea posible.
De la misma manera, los barcos que están tan lejos que no deberían ser visibles por encima del horizonte geométrico pueden aparecer en el horizonte o incluso por encima de él como espejismos superiores. Esto puede explicar algunas historias sobre barcos voladores o ciudades costeras en el cielo, como lo describen algunos exploradores polares. Estos son ejemplos de los llamados espejismos árticos o hillingar en islandés.
Si el gradiente de temperatura vertical es de +12,9 °C por cada 100 metros (donde el signo positivo significa que la temperatura aumenta a mayores altitudes), los rayos de luz horizontales seguirán la curvatura de la Tierra y el horizonte seguirá parecer plano. Si el gradiente es menor (como casi siempre lo es) los rayos no se curvan lo suficiente y se pierden en el espacio, que es la situación normal de un "horizonte" esférico y convexo.
En algunas situaciones, los objetos distantes pueden elevarse o bajarse, estirarse o acortarse sin ningún espejismo.

## Fata Morgana
Una Fata Morgana (el nombre proviene de la traducción italiana de Morgan le Fay, el hada, media hermana cambiante del Rey Arturo) es un espejismo superior muy complejo. Aparece con alternancias de áreas comprimidas y estiradas, imágenes erectas e imágenes invertidas. A Fata Morgana también es un espejismo que cambia rápidamente.
Los espejismos de Fata Morgana son más comunes en las regiones polares, especialmente sobre grandes capas de hielo con una temperatura baja uniforme, pero se pueden observar en casi cualquier lugar. En las regiones polares, se puede observar una Fata Morgana en los días fríos; en áreas desérticas y sobre océanos y lagos, se puede observar una Fata Morgana en días calurosos. Para Fata Morgana, la inversión de temperatura debe ser lo suficientemente fuerte como para que las curvaturas de los rayos de luz dentro de la inversión sean más fuertes que la curvatura de la Tierra. 
Los rayos se doblarán y formarán arcos. Un observador debe estar dentro de un conducto atmosférico para poder ver una Fata Morgana. Los espejismos de Fata Morgana se pueden observar desde cualquier altitud dentro de la atmósfera terrestre, incluso desde las cimas de las montañas o desde aviones.
Las distorsiones de la imagen y la curvatura de la luz pueden producir efectos espectaculares. En su libro Pursuit: The Chase and Sinking of the "Bismarck", Ludovic Kennedy describe un incidente que supuestamente tuvo lugar debajo del Estrecho de Dinamarca durante 1941, luego del hundimiento del Hood. El Bismarck, perseguido por los cruceros británicos Norfolk y Suffolk, desapareció de la vista en una niebla marina. En cuestión de segundos, el barco reapareció navegando hacia los barcos británicos a gran velocidad. Alarmados, los cruceros se separaron, anticipando un ataque inminente, y los observadores de ambos barcos observaron con asombro cómo el acorazado alemán revoloteaba, se volvía indistinto y se desvanecía. La vigilancia por radar durante estos eventos indicó que el Bismarck, de hecho, no había realizado cambios de rumbo.